# ودرزفیلد، اسکس
ودرزفیلد (به انگلیسی: Wethersfield) یک روستا و محله مدنی در بریتانیا است که در Braintree واقع شده‌است. ودرزفیلد ۱٬۲۶۹ نفر جمعیت دارد.